# Styringomyia setifera
Styringomyia setifera är en tvåvingeart som beskrevs av Alexander 1964. Styringomyia setifera ingår i släktet Styringomyia och familjen småharkrankar. Inga underarter finns listade i Catalogue of Life.